# 翁世資
翁世資（1415年—1483年），字資輔，號氷崖，福建承宣布政使司興化府莆田縣（今福建省莆田市）人，明朝戶部尚書，同進士出身。

## 生平
正統六年（1441年）辛酉科順天府乡试第七名举人，正統七年（1442年），聯捷壬戌科會試第七名，三甲四十四名進士，授戶部四川司主事，景泰元年丁忧归。服阕，三年七月復除云南司主事，歷郎中。天順元年（1457年）八月，授工部右侍郎，天順四年，明英宗命中官往蘇杭等地購置彩幣。翁世資以民艱為由，請求議減其半。戶部尚書趙榮、左侍郎霍瑄指責，於是翁世資仍然堅持連署以諫。英宗聽聞后大怒，問主議者。翁世資后被下詔獄，四年七月謫衡州知府。成化初年，升江西左布政使，隨後轉江西餉。五年五月以右副都御史巡撫山東，負責賑災饑荒。之後于八年九月召為戶部右侍郎，十四年四月晋升戶部尚書。成化十九年（1483年）正月致仕，加授太子少保，五月卒，贈太子少傅。

## 家族
曾祖翁道源。祖父翁仕宁。父翁瑛，国子助教。母周氏，継母王氏。具庆下。兄翁世用，進士。
有子翁洪。

## 紀念
興化府城曾有進士坊，乃正統九年知府陸孜爲翁世資立。又有聯芳坊，乃御史畢鸞為翁世用、世資兄弟立。